# Période (Grèce antique)
Pour les articles homonymes, voir période.
Sauf précision contraire, les dates de cet article sont sous-entendues « avant l'ère commune » (AEC), c'est-à-dire « avant Jésus-Christ ».

Les sanctuaires de la période au sein des sanctuaires grecs classiques

La période (grec ancien : περίοδος / períodos) désigne, dans la Grèce antique, littéralement le « tour complet » des quatre plus grands sanctuaires, c'est-à-dire le calendrier sacré créé par la succession des quatre fêtes panhelléniques qui s'y tiennent sur un cycle de quatre ans qu'on appelle communément olympiade.

## Jeux périodiques
Il s'agit, à l'époque classique des :
1. Olympia (jeux olympiques), en l'honneur de Zeus à Olympie, fête pentétérique qui marque la première année de la période ;
2. Isthmia (jeux isthmiques), tenues en l'honneur de Poséidon à l'Isthme de Corinthe, fête triétérique célébrée la seconde et la quatrième année de la période ;
3. Nemea (jeux néméens), fête également triétérique en l'honneur de Zeus, célébrée la même année que les Isthmia à Némée ;
4. Pythia (jeux pythiques), qui prennent place à Delphes en l'honneur d'Apollon, selon un cycle pentétérique, la troisième année de la période.

Les concours qui accompagnent ces fêtes sont les plus prestigieux du monde grec, et le plus grand honneur est d'être vainqueur aux quatre concours d'une même olympiade : à partir du IIe siècle, le titre de périodonique vient saluer cet exploit et renforcer le lien entre ces différents concours.
À l'époque hellénistique, de nombreuses cités créent leur propre concours et s'efforcent de rivaliser avec ceux de la période qu'elles copient : elles tentent de faire reconnaître leur fête comme panhellénique et isolympique (égale en prestige aux Olympia) ou isopythique (égale aux Pythia), mais bien peu y parviennent. Ce phénomène est accéléré par les rois hellénistiques.
S'ajoutèrent ainsi les Héraia d'Argos, les Actia de Nicopolis, les Sebasta (les « Jeux Augustes ») de Néapolis et les Capitolia de Rome. 